# Caldas (kommun i Colombia, Antioquia, lat 6,08, long -75,63)
Caldas är en kommun i Colombia.   Den ligger i departementet Antioquía, i den centrala delen av landet, 240 km nordväst om huvudstaden Bogotá. Antalet invånare är 67 999.